# Verachthonius pseudolaticeps
Verachthonius pseudolaticeps är en kvalsterart som först beskrevs av Subías 1977.  Verachthonius pseudolaticeps ingår i släktet Verachthonius och familjen Brachychthoniidae. Inga underarter finns listade i Catalogue of Life.